# Andrzej Garlicki

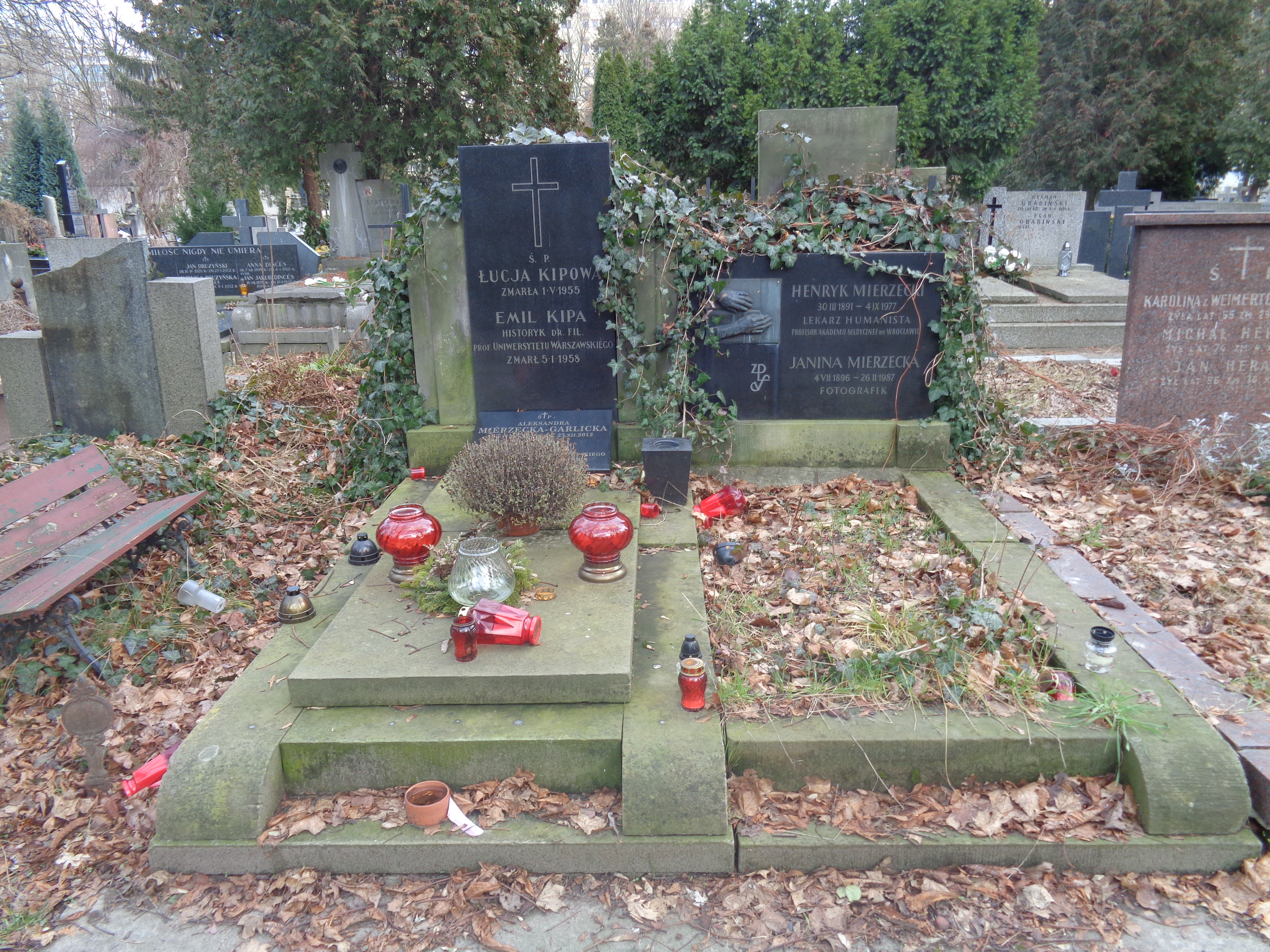
Grób Andrzeja Garlickiego, Aleksandry i Henryka Mierzeckich na Cmentarzu ewangelicko-augsburskim

Andrzej Garlicki (ur. 3 czerwca 1935 w Warszawie, zm. 14 kwietnia 2013 tamże) – polski historyk, publicysta, profesor i dydaktyk, syn Stanisława i brat Leszka Garlickich.

## Życiorys
Studia historyczne na Uniwersytecie Warszawskim ukończył w 1956. Promotorem jego pracy doktorskiej o początkach Legionów był Henryk Jabłoński. Zajmował się historią najnowszą Polski.
W latach 1963–1981 był członkiem kolegium tygodnika „Kultura”, a od 1982 pracował w „Polityce”. Wchodził również w skład redakcji „Przeglądu Historycznego” (od 1975).
Był profesorem w Instytucie Historycznym UW (do 2000), a następnie Instytutu Informacji Naukowej i Studiów Bibliologicznych Wydziału Historycznego Uniwersytetu Warszawskiego. Pełnił funkcję Dziekana Wydziału Historycznego UW w latach 1988–1999.
Należał do Związku Młodzieży Polskiej. Zasiadał w zarządzie uczelnianym Związku Młodzieży Socjalistycznej na UW. Był członkiem PZPR, w tym wchodził w skład Komisji Ideologicznej Komitetu Uczelnianego PZPR na UW. Zmarł 14 kwietnia 2013 i został pochowany na cmentarzu ewangelicko-augsburskim w Warszawie (aleja 29, grób 60).

## Odznaczenia i nagrody
- Odznaka „Zasłużony Działacz Kultury” (1987)[8]
- Nagroda „Miesięcznika Literackiego” (1982) za książkę Od maja do Brześcia (Wyd. Czytelnik)[9]
- Nagroda im. Ludwika Waryńskiego (1987) za wznowienie książki Przewrót majowy (Czytelnik, 1987)[10]
- Nagroda im. Ludwika Waryńskiego (1989) za biografię Józef Piłsudski 1867-1935 (Czytelnik, 1988)[11]

## Współpraca ze Służbą Bezpieczeństwa PRL
Był tajnym współpracownikiem Służby Bezpieczeństwa w latach 1953–1955 i 1964–1965. Do współpracy przyznał się w wywiadzie udzielonym Gazecie Wyborczej i stwierdził, że miała charakter incydentalny. Nosił pseudonim „Pedagog”.

## Uczniowie
Do grona jego uczniów należą Jerzy Kochanowski, Lidia Mularska-Andziak i Katsuyoshi Watanabe.

## Publikacje
- Geneza legionów (1964),
- Powstanie PSL Piast 1913–1914 (1966)
- U źródeł obozu belwederskiego (1978)
- Przewrót majowy (1979)[3]
- Od maja do Brześcia (1981)
- Od Brześcia do maja (1986)
- Józef Piłsudski 1867–1935. Warszawa: Spółdzielnia Wydawnicza „Czytelnik”, 1988. ISBN 83-07-01715-7. Brak numerów stron w książce
- Stalinizm (1993)
- Bolesław Bierut (1994)
- Z tajnych archiwów (1988)
- Rycerze Okrągłego Stołu (2004)
- Historia Polska i świat 1815-2004 (2005)
- Piękne lata trzydzieste (2008)
- Siedem mitów Drugiej Rzeczypospolitej (2013)